# Валанжинский ярус
| система | отдел    | ярус          | Ниж. граница, млн лет |
| --- | -------- | ------------- | --------------------- |
| Палеоген | Палеоцен | Датский       | 66,0                  |
| Мел | Верхний  | Маастрихтский | 72,2 ±0,2             |
| Мел | Верхний  | Кампанский    | 83,6 ±0,2             |
| Мел | Верхний  | Сантонский    | 85,7 ±0,2             |
| Мел | Верхний  | Коньякский    | 89,8 ±0,3             |
| Мел | Верхний  | Туронский     | 93,9 ±0,2             |
| Мел | Верхний  | Сеноманский   | 100,5 ±0,1            |
| Мел | Нижний   | Альбский      | 113,2 ±0,3            |
| Мел | Нижний   | Аптский       | 121,4 ±0,6            |
| Мел | Нижний   | Барремский    | 125,77*               |
| Мел | Нижний   | Готеривский   | 132,6 ±0,6            |
| Мел | Нижний   | Валанжинский  | 137,05 ±0,2           |
| Мел | Нижний   | Берриасский   | 143,1 ±0,6            |
| Юра | Верхняя  | Титонский     | больше                |
| Деление и золотые гвозди в соответствии с IUGS по состоянию на декабрь 2024 года *Золотой гвоздь отмечен в шкале, но в действительности ещё не ратифицирован. |          |               |                       |

Валанжинский ярус (валанжин) — второй снизу ярус нижнего отдела меловой системы. Индекс — K1v, короткое обозначение — Vlg. В геохронологической шкале соответствует валанжинскому веку, который продолжался от 137,05 ± 0,2 до 132,6 ± 0,6 млн лет назад (приблизительно 4,5 млн лет). Этот век предшествует готеривскому веку и следует за берриасским.
В Западной Сибири валанжинский ярус содержит месторождения природного газа, часть из которых уже разрабатывается. Часто эти месторождения лежат под уникальными сеноманскими месторождениями на глубине свыше 2000 метров. Себестоимость добычи валанжинского газа выше, чем у сеноманского. Содержит газ, состоящий из метана, этана, пропана, бутана и более тяжёлых фракций, называемых газовым конденсатом. Газ валанжинского яруса требует переработки с выделением тяжёлых фракций.